# Ovidiu Popescu
Ovidiu Marian Popescu (Reșița, 27 febbraio 1994) è un calciatore rumeno, centrocampista dell'U Cluj.

## Carriera

### Club
Ha giocato nella prima divisione rumena.

### Nazionale
Ha giocato nella nazionale rumena Under-21.
Nel 2021 ha giocato una partita con la nazionale maggiore rumena.

## Palmarès

### Club

#### Competizioni nazionali
- Campionato rumeno: 1

FCSB: 2023-2024
- Coppa di Romania: 1

FCSB: 2019-2020